# Zygmunt Józef Pawłowicz

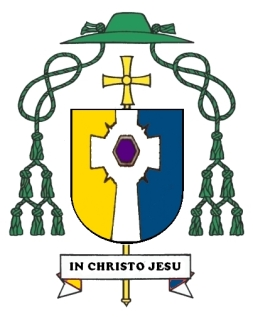
Persoonlijke wapen van Zygmunt Józef Pawłowicz

Zygmunt Józef Pawłowicz (Danzig, 18 november 1927 - aldaar, 18 maart 2010) was een Pools bisschop. Pawłowicz werd in 1952 tot priester gewijd en werd in 1985 benoemd tot titulair bisschop van Tamallula en tot hulpbisschop van Danzig. In 2005 nam hij ontslag.

## Werken
- Nauka posoborowych synodów europejskich o człowieku, 1984
- Kościoły Gdańska i Sopotu, Wydawn. Diecezji Gdańskiej Stella Maris 1991, ISBN 8385111166
- Sakrament bierzmowania: katechezy i nabożeństwa przygotowujące do bierzmowania, 1992
- Człowiek a Eucharystia, Wydawnictwo Archidiecezji Gdańskiej Stella Maris 1993
- Kościół i sekty w Polsce, Wydawn. Archidiecezji Gdańskiej 1996 (2de uitg.), ISBN 8385111107
- ABC o sektach, Wydaw. Stella Maris 2000, ISBN 8385111301
- Kościół i państwo w PRL: (1944-1989), Wydaw. Oficyna Pomorska 2004, ISBN 8386527226
- Eucharystia: źródło i szczyt, Bernardinum 2006, ISBN 8373803564
- Leksykon Kościołów, ruchów religijnych i sekt w Polsce, Kuria Metropolitalna 2008, ISBN 8360134332

- Gemeinsame Normdatei: 1067977392
- International Standard Name Identifier: 0000 0000 0759 3516
- Library of Congress Control Number: n2016001744
- Nationale Bibliotheek van Polen: a0000002712801
- Virtual International Authority File: 39793177
- WorldCat: E39PBJyRvcXbqrwrrmRGdgVXBP